# NHL (2021/2022)
Sezon NHL 2021/2022 – 104 sezon rozgrywek National Hockey League. Z początkiem tego sezonu do ligi dołączyło Seattle Kraken, poszerzając tym samym liczbę zespołów do rekordowych 32 drużyn. Po dwóch sezonach zakłóconych przez pandemię koronawirusa liga wróciła do regularnego terminarza oraz formatu, uwzględniającego 82 kolejki rozgrywek, po raz pierwszy od sezonu 2018/2019. Po raz trzeci z rzędu do finału fazy play-off awansowało Tampa Bay Lightning, lecz zespołowi z Florydy nie udało się po raz drugi obronić tytułu. Swój trzeci w historii puchar Stanleya zdobyło Colorado Avalanche, pokonując aktualnych mistrzów stosunkiem 4–2.

## Wydarzenia przedsezonowe

### NHL Expansion Draft 2021
Zgodnie z decyzją NHL z 4 grudnia 2018 roku o przyznaniu Seattle uprawnień do stworzenia własnego zespołu, na 21 lipca 2021 zaplanowano specjalny draft, mający uzupełnić skład nowopowstałej drużyny. Przyjęto takie same zasady, jak 4 lata wcześniej w momencie dołączenia do ligi Vegas Golden Knights, z jedną tylko różnicą – zespół z Nevady nie mógł stracić zawodnika w ramach draftu. Każda z pozostałych 30 drużyn mogła wskazać albo jednego bramkarza oraz ośmiu dowolnych graczy "z pola", albo siedmiu atakujących, trzech obrońców i jednego bramkarza. Zawodnicy z takiej listy znajdowali się pod ochroną i nie mogli zostać wybrani przez Seattle Kraken. Spośród pozostałych sztab z Waszyngtonu dobierał minimum 14 atakujących, 9 obrońców i 3 bramkarzy, którzy mieli stworzyć skład nowej drużyny.

### Podział na dywizje
W wyniku poszerzenia ligi oraz dołączenia Seattle Kraken do dywizji pacyficznej, konieczne było przeniesienie Arizona Coyotes do dywizji centralnej. Jednocześnie podtrzymano klauzulę o utworzeniu dywizji składającej się wyłącznie z drużyn kanadyjskich, na wypadek powrotu restrykcji w podróżach transgranicznych, związanych z pandemią COVID-19.

### NHL Entry Draft 2021
Doroczny draft odbywał się tym razem w dniach 23–24 lipca w Secaucus w New Jersey w formule zdalnej. Pierwszeństwo wyboru przyznano niespełna dwa miesiące wcześniej w ramach tradycyjnej loterii. Każda drużyna, która w poprzednim sezonie nie zakwalifikowała się do fazy play-off miała ważoną szansę na wygraną, odwrotnie proporcjonalną do pozycji w tabeli po sezonie zasadniczym. Różnica względem poprzednich lat polegała na ograniczeniu maksymalnego awansu o 10 miejsc. Oznaczało to, że tylko 11 najniżej uplasowanych zespołów miało szansę na pierwszy wybór, podczas gdy pozostałe mogły liczyć wyłącznie na drugie miejsce.
Zgodnie z przewidywaniami zwycięstwo w loterii, przy szansie 16,6%, przypadło Buffalo Sabres, którzy w efekcie podpisali kontrakt z Owenem Powerem, najbardziej obiecującym juniorem tego sezonu.

### Areny
Przed rozpoczęciem sezonu doszło do kilku istotnych zmian w halach, na których miały być rozgrywane mecze niektórych drużyn:
- Arizona Coyotes – w wyniku decyzji władz miasta Glendale zespół został de facto eksmitowany z dotychczas użytkowanej Gila River Arena i zmuszony do przeprowadzki na obiekt należący do Arizona State University. Tym samym dostępna dla klubu pojemność trybun spadła z 17 125 do zaledwie 4 600 miejsc.
- New York Islanders – zespół z Long Island przeniósł się z niemal 50-letniego, drugiego najstarszego obiektu w lidze (Nassau Coliseum) na nowo wybudowaną, nowoczesną halę UBS Arena.
- Seattle Kraken – swoją obecność w lidze zespół zaznaczył w pełni odnowioną i odrestaurowaną halą Climate Pledge Arena, należącą wcześniej do miejscowej drużyny NBA Seattle SuperSonics, przed przeniesieniem do Oklahomy i przemianowaniem na Oklahoma City Thunder.

## Sezon zasadniczy

### Igrzyska Olimpijskie
Zgodnie z układem zbiorowym pracy podpisanym w efekcie negocjacji między władzami ligi a Stowarzyszeniem Graczy NHL, dopuszczana była możliwość występu zawodników NHL na Zimowych Igrzyskach w Pekinie. W momencie publikacji terminarza nadal trwały jeszcze dyskusje na ten temat, a sam harmonogram rozgrywek uwzględniał stosowną przerwę między 7 a 22 lutego. NHL przygotowało również drugi, niejawny kalendarz na wypadek decyzji o braku udziału najlepszych północnoamerykańskich hokeistów w Igrzyskach.
W dniu 3 sierpnia 2021 zawarto porozumienie, zgodnie z którym przerwa w terminarzu miała zostać uwzględniona, a zawodnicy mieli otrzymać możliwość występu w barwach narodowych. Umowa uwzględniała jednak stosowną klauzulę na wypadek pogorszenia się sytuacji związanej z pandemią COVID-19, z której skorzystano 22 grudnia 2021, ostatecznie wycofując się z wcześniejszych ustaleń.

### All-Star Game
Doroczne spotkanie All-Star rozegrane zostało tym razem w T-Mobile Arena w Las Vegas, 5 lutego 2022 roku, z wyzwaniami indywidualnymi odbywającymi się dzień wcześniej. Najlepsi zawodnicy dywizji centralnej pokonali zespół dywizji atlantyckiej z wynikiem 8–5, a dywizja metropolitalna górowała nad dywizją pacyficzną 6–4. Zwycięzcy zmierzyli się w finale, który zakończył się wynikiem 5–3 na korzyść dywizji metropolitalnej, prowadzonej przez Claude Giroux z Philadelphia Flyers.

### Wyniki końcowe
Do walki o puchar Stanleya awansowały 3 najlepsze drużyny z każdej dywizji oraz po dwa zespoły w każdej konferencji, które wywalczyły pozycję uprawniającą do dzikiej karty, niezależnej od podziału na dywizje.

#### Konferencja Wschodnia

##### Dywizja Atlantycka
1. Florida Panthers (zdobywcy Presidents' Trophy)
2. Toronto Maple Leafs
3. Tampa Bay Lightning

##### Dywizja Metropolitalna
1. Carolina Hurricanes
2. New York Rangers
3. Pittsburgh Penguins

##### Dzika karta
1. Boston Bruins (Atlantycka)
2. Washington Capitals (Metropolitalna)

#### Konferencja Zachodnia

##### Dywizja Centralna
1. Colorado Avalanche
2. Minnesota Wild
3. St. Louis Blues

##### Dywizja Pacyficzna
1. Calgary Flames
2. Edmonton Oilers
3. Los Angeles Kings

##### Dzika karta
1. Dallas Stars (Centralna)
2. Nashville Predators (Centralna)

## Faza play-off
|  |                |                |                |            |   |             |             |             |  |  |                    |                    |                    |  |  |                        |                        |                        |
|  | Runda pierwsza | Runda pierwsza | Runda pierwsza |            |   | Runda druga | Runda druga | Runda druga |  |  | Finały konferencji | Finały konferencji | Finały konferencji |  |  | Finał pucharu Stanleya | Finał pucharu Stanleya | Finał pucharu Stanleya |
|  | Runda pierwsza | Runda pierwsza | Runda pierwsza |            |   | Runda druga | Runda druga | Runda druga |  |  | Finały konferencji | Finały konferencji | Finały konferencji |  |  | Finał pucharu Stanleya | Finał pucharu Stanleya | Finał pucharu Stanleya |
|  |                |                |                |            |   |             |             |             |  |  |                    |                    |                    |  |  |                        |                        |                        |
|  |                |                |                |            |   |             |             |             |  |  |                    |                    |                    |  |  |                        |                        |                        |
|  | Florida        | Florida        | 4              |            |   |             |             |             |  |  |                    |                    |                    |  |  |                        |                        |                        |
|  | Florida        | Florida        | 4              |            |   |             |             |             |  |  |                    |                    |                    |  |  |                        |                        |                        |
|  | Washington     | Washington     | 2              |            |   |             |             |             |  |  |                    |                    |                    |  |  |                        |                        |                        |
|  | Washington     | Washington     | 2              |            |   | Florida     | Florida     | 0           |  |  |                    |                    |                    |  |  |                        |                        |                        |
|  |                |                |                |            |   | Florida     | Florida     | 0           |  |  |                    |                    |                    |  |  |                        |                        |                        |
|  |                |                | Tampa Bay      | Tampa Bay  | 4 |             |             |             |  |  |                    |                    |                    |  |  |                        |                        |                        |
|  | Toronto        | Toronto        | Tampa Bay      | Tampa Bay  | 4 | 3           |             |             |  |  |                    |                    |                    |  |  |                        |                        |                        |
|  | Toronto        | Toronto        |                |            |   |             |             |             |  |  |                    |                    |                    |  |  |                        |                        |                        |
|  | Tampa Bay      | Tampa Bay      | 4              |            |   |             |             |             |  |  |                    |                    |                    |  |  |                        |                        |                        |
|  | Tampa Bay      | Tampa Bay      | 4              |            |   | Tampa Bay   | Tampa Bay   | 4           |  |  |                    |                    |                    |  |  |                        |                        |                        |
|  |                |                |                |            |   |             |             |             |  |  |                    |                    |                    |  |  |                        |                        |                        |
|  |                |                | NY Rangers     | NY Rangers | 2 |             |             |             |  |  |                    |                    |                    |  |  |                        |                        |                        |
|  | Carolina       | Carolina       | NY Rangers     | NY Rangers | 2 | 4           |             |             |  |  |                    |                    |                    |  |  |                        |                        |                        |
|  | Carolina       | Carolina       |                |            |   |             |             |             |  |  |                    |                    |                    |  |  |                        |                        |                        |
|  | Boston         | Boston         | 3              |            |   |             |             |             |  |  |                    |                    |                    |  |  |                        |                        |                        |
|  | Boston         | Boston         | 3              |            |   | Carolina    | Carolina    | 3           |  |  |                    |                    |                    |  |  |                        |                        |                        |
|  |                |                |                |            |   | Carolina    | Carolina    | 3           |  |  |                    |                    |                    |  |  |                        |                        |                        |
|  |                |                | NY Rangers     | NY Rangers | 4 |             |             |             |  |  |                    |                    |                    |  |  |                        |                        |                        |
|  | NY Rangers     | NY Rangers     | NY Rangers     | NY Rangers | 4 | 4           |             |             |  |  |                    |                    |                    |  |  |                        |                        |                        |
|  | NY Rangers     | NY Rangers     |                |            |   |             |             |             |  |  |                    |                    |                    |  |  |                        |                        |                        |
|  | Pittsburgh     | Pittsburgh     | 3              |            |   |             |             |             |  |  |                    |                    |                    |  |  |                        |                        |                        |
|  | Pittsburgh     | Pittsburgh     | 3              |            |   | Tampa Bay   | Tampa Bay   | 2           |  |  |                    |                    |                    |  |  |                        |                        |                        |
|  |                |                |                |            |   |             |             |             |  |  |                    |                    |                    |  |  |                        |                        |                        |
|  |                |                | Colorado       | Colorado   | 4 |             |             |             |  |  |                    |                    |                    |  |  |                        |                        |                        |
|  | Colorado       | Colorado       | Colorado       | Colorado   | 4 | 4           |             |             |  |  |                    |                    |                    |  |  |                        |                        |                        |
|  | Colorado       | Colorado       |                |            |   |             |             |             |  |  |                    |                    |                    |  |  |                        |                        |                        |
|  | Nashville      | Nashville      | 0              |            |   |             |             |             |  |  |                    |                    |                    |  |  |                        |                        |                        |
|  | Nashville      | Nashville      | 0              |            |   | Colorado    | Colorado    | 4           |  |  |                    |                    |                    |  |  |                        |                        |                        |
|  |                |                |                |            |   | Colorado    | Colorado    | 4           |  |  |                    |                    |                    |  |  |                        |                        |                        |
|  |                |                | St. Louis      | St. Louis  | 2 |             |             |             |  |  |                    |                    |                    |  |  |                        |                        |                        |
|  | Minnesota      | Minnesota      | St. Louis      | St. Louis  | 2 | 2           |             |             |  |  |                    |                    |                    |  |  |                        |                        |                        |
|  | Minnesota      | Minnesota      |                |            |   |             |             |             |  |  |                    |                    |                    |  |  |                        |                        |                        |
|  | St. Louis      | St. Louis      | 4              |            |   |             |             |             |  |  |                    |                    |                    |  |  |                        |                        |                        |
|  | St. Louis      | St. Louis      | 4              |            |   | Colorado    | Colorado    | 4           |  |  |                    |                    |                    |  |  |                        |                        |                        |
|  |                |                |                |            |   |             |             |             |  |  |                    |                    |                    |  |  |                        |                        |                        |
|  |                |                | Edmonton       | Edmonton   | 0 |             |             |             |  |  |                    |                    |                    |  |  |                        |                        |                        |
|  | Calgary        | Calgary        | Edmonton       | Edmonton   | 0 | 4           |             |             |  |  |                    |                    |                    |  |  |                        |                        |                        |
|  | Calgary        | Calgary        |                |            |   |             |             |             |  |  |                    |                    |                    |  |  |                        |                        |                        |
|  | Dallas         | Dallas         | 3              |            |   |             |             |             |  |  |                    |                    |                    |  |  |                        |                        |                        |
|  | Dallas         | Dallas         | 3              |            |   | Calgary     | Calgary     | 1           |  |  |                    |                    |                    |  |  |                        |                        |                        |
|  |                |                |                |            |   | Calgary     | Calgary     | 1           |  |  |                    |                    |                    |  |  |                        |                        |                        |
|  |                |                | Edmonton       | Edmonton   | 4 |             |             |             |  |  |                    |                    |                    |  |  |                        |                        |                        |
|  | Edmonton       | Edmonton       | Edmonton       | Edmonton   | 4 | 4           |             |             |  |  |                    |                    |                    |  |  |                        |                        |                        |
|  | Edmonton       | Edmonton       |                |            |   |             |             |             |  |  |                    |                    |                    |  |  |                        |                        |                        |
|  | Los Angeles    | Los Angeles    | 3              |            |   |             |             |             |  |  |                    |                    |                    |  |  |                        |                        |                        |
|  | Los Angeles    | Los Angeles    | 3              |            |   |             |             |             |  |  |                    |                    |                    |  |  |                        |                        |                        |
|  |                |                |                |            |   |             |             |             |  |  |                    |                    |                    |  |  |                        |                        |                        |